# Снокуалми (индейская резервация)
Снокуалми (англ. Snoqualmie Reservation) — индейская резервация, расположенная на Северо-Западе США в западно-центральной части штата Вашингтон.

## История
Часть снокуалми поселилась в резервации Тулейлип после подписания договора Пойнт-Эллиотт с американскими властями в 1855 году, другая группа осталась на родине своих предков вокруг долины реки Снокуалми и озера Саммамиш. В то время они были одним из крупнейших племён в регионе Пьюджет-Саунд, насчитывающим около 4 000 человек. Они несколько раз пытались и потерпели неудачу в обеспечении резервации на своих исконных землях вдоль реки Толт, притока Снокуалми.
Снокуалми потеряли федеральное признание в 1953 году, но после долгих разбирательств вновь были официально признаны Бюро по делам индейцев в 1999 году, после чего, для них была образована резервация.

## География
Резервация расположена в центральной части округа Кинг близ города Снокуалми. Общая площадь резервации составляет 0,26 км². Штаб-квартира племени находится в городе Снокуалми.

## Демография
В 2019 году население в резервации отсутствовало, фактически, резервация является местом расположения администрации племенного правительства, а не жилым районом.

## Комментарии
1. ↑  Сам город не входит в состав резервации, а является лишь штаб-квартирой племени.